# Нулевая гипотеза
Нулева́я гипо́теза — принимаемое по умолчанию предположение о том, что не существует связи между двумя наблюдаемыми событиями, феноменами. Так, нулевая гипотеза считается верной, пока нельзя доказать обратное.
Таким образом, нулевая гипотеза — полная противоположность тестируемой гипотезы; проверка фальсифицируемости нулевой гипотезы — общепринятый способ обеспечения строгости исследования.
Опровержение нулевой гипотезы, то есть приход к заключению о том, что связь между двумя событиями, феноменами существует, — главная задача современной науки. Статистика как наука даёт чёткие условия, при наступлении которых нулевая гипотеза может быть отвергнута.
Часто в качестве нулевой гипотезы выступают предположения об отсутствии взаимосвязи или корреляции между исследуемыми переменными, об отсутствии различий (однородности) в распределениях (параметрах распределений) в двух и/или более выборках. Для обозначения нулевой гипотезы часто используют символ H0.
При статистическом выводе исследователь пытается показать несостоятельность нулевой гипотезы, несогласованность её с имеющимися опытными данными, то есть отвергнуть гипотезу. При этом подразумевается, что должна быть принята другая, альтернативная (конкурирующая) гипотеза, исключающая нулевую гипотезу. Если же данные, наоборот, подтверждают нулевую гипотезу, то она не отвергается. Это похоже на принцип презумпции невиновности, когда подозреваемого считают невиновным (подразумевается нулевая гипотеза), пока не будет доказано обратное (нулевая гипотеза отвергнута) сверх необходимых сомнений (то есть в статистически значимой степени).

## Примеры
Если изучается связь между курением и раком лёгких, нулевой гипотезой будет предположение, что между курением и раком лёгких нет зависимости. Эксперименты, исследования должны быть направлены на сбор доказательств того, что данное предположение (нулевая гипотеза) неверно.